# Mirning
I Mirning o Ngandatha sono un gruppo di aborigeni australiani originari del sud-est dell'Australia Occidentale e del nord-ovest dell'Australia Meridionale.

## Distribuzione
L'areale tradizionale occupato dai Mirning corrispondeva a un'ampia fascia costiera (circa 100.000 km2) nel sud dell'Australia, lungo le coste della Grande Baia Australiana dall'attuale White Well in Australia Meridionale a Point Culver in Australia Occidentale, a nord fino alle pendici dell'altopiano carsico della Piana di Nullarbor, sebbene durante gli anni più piovosi i Mirning si spingevano più a nord.

Il loro territorio tradizionale confinava a est coi Wirangu, a nord-est coi Kokatha, a nord con gli Ngalia, a nord-ovest coi Pila Nguru e ad est con gli Ngadjumaya.

## Usi
In base alle rilevazioni morfometriche effettuate su alcuni anziani nel 1939, i Mirning erano di statura piuttosto bassa e di aspetto magro, anche in virtù del fatto che popolavano una delle aree più inospitali d'Australia.
Il popolo Mirning era suddiviso in bande, delle quali almeno due sono giunte al giorno d'oggi:
- Wonunda-mirnung, gli uomini delle terre basse (Wonunda è il nome Mirning della bioregione di Hampton)[2];
- Jirkala-mirning, gli uomini di Jirkala (attuale Eucla, corruzione di un nome Mirning indicante sia la stella del mattino che un accampamento in un'area sabbiosa ricoperta di Salsola tragus, rilevante per le bande appartenenti a questa suddivisione)[3];

Le varie bande si radunavano a Jaduuna (nei pressi dell'attuale Cocklebiddy) per i riti d'iniziazione legati alla circoncisione e alla subincisione del pene, ambedue praticate dai Mirning.
I Mirning riconoscevano quattro classi di parentela, denominati Būdera ("radice"), Būdū ("scavare"), Kūra (dingo), Wenŭng (vombato dal naso peloso meridionale). La prole di matrimoni "misti" fra le differenti classi veniva riconosciuta come segue:
| Padre      | Madre      | Prole                |
| ---------- | ---------- | -------------------- |
| (M) Būdera | (F) Kūra   | (M) Būdera, (F) Kūra |
| (M) Būdera | (F) Wenŭng | Būdera               |
| (M) Kūra   | (F) Būdera | (M) Kūra, (F) Būdera |
| (M) Kūra   | (F) Būdū   | Kūra                 |
| (M) Būdū   | (F) Wenŭng | (M) Būdū, (F) Wenŭng |
| (M) Wenŭng | (F) Būdū   | (M) Wenŭng, (F) Būdū |

## Storia
Gli appartenenti al clan Jirkala-Mirning furono i primi ad entrare in contatto coi coloni nel 1872: già a quei tempi il loro numero appariva molto basso, stimato all'incirca in una trentina (11 uomini, 8 donne, 5 adolescenti e 6 bambini), mentre i Wonunda-Mirnung (che vennero in contatto coi bianchi 5 anni dopo, nel 1877) erano circa un'ottantina (15 uomini, 15 donne, 10 adolescenti e una quarantina di bambini).
Nel 1931 gli Jirkala-Mirning venivano ritenuti estinti.
Nel dicembre del 2022 le pitture rupestri della caverna di Koonalda in località Nullarbor, datate a circa 30.000 anni fa e sacre ai Mirning, sono state vandalizzate da ignoti con graffiti.

## Lingua
La lingua Mirning, oggi in pericolo, fa parte delle lingue pama-nyunga ed è molto vicina alla lingua Kalaako, alla lingua Murunitja e alla lingua Ngadjunmaya, assieme alle quali viene solitamente raggruppata.
I Mirning sono noti anche con una serie di altri nomi:
- Mining / Meening / Minninng / Mininj / Mirniny (da Mirniŋ, "uomo"[1])
- Ngandatha, Ngandada (da ngandatha, "che cos'è?"[1])
- Wonbil / Wonburi / Wanbiri / Warnabirrie (esonimo Kokatha per gli Jirkala-mirning dal significato di "della costa")
- Warnabinnie
- Wanmaraing
- Ngadjudjara / Ngadjadjara / Ngadjuwonga
- Julbari / Julbara ("sud")
- Ba:duk ("circonciso"/"ignorante", ossia non completamente padrone dei riti d'iniziazione)